# Pegomya guizhouensis
Pegomya guizhouensis är en tvåvingeart som beskrevs av Wei 1988. Pegomya guizhouensis ingår i släktet Pegomya och familjen blomsterflugor. Inga underarter finns listade i Catalogue of Life.